# Mel Sterland
Melvyn "Mel" Sterland (Sheffield, 1 oktober 1961) is een Engels voormalig betaald voetballer die doorgaans als rechtsachter speelde, van 1978 tot 1996. Hij wordt gezien als een legende van Leeds United en Sheffield Wednesday. Hij werd landskampioen met Leeds United in 1992.

## Biografie
Sterland, afkomstig uit Sheffield, speelde 10 seizoenen voor Sheffield Wednesday, van 1978 tot 1989. Hij speelde meer dan 400 wedstrijden voor Sheffield Wednesday in alle competities. Hij stond bekend om een hard schot en werd dusdanig vergeleken met de Braziliaanse vedette Zico. Zijn bijnaam op Hillsborough luidde dan ook "Zico".
Sheffield Wednesday was in de tijd van Sterland een stabiele eersteklasser in de toenmalige First Division. In 1985 eindigde men als vijfde in de First Division, maar men mocht evenals de andere Engelse clubs niet deelnemen aan de UEFA Cup 1985/86 vanwege het Heizeldrama. Sterland verhuisde in juli 1989 naar Leeds United, nadat hij in het voorjaar van 1989 negen wedstrijden in Schotland had gespeeld, in de loondienst van de Glasgow Rangers. Daarin scoorde hij drie doelpunten. Bij Leeds United werd de verdediger herenigd met zijn voormalige Sheffield Wednesday-coach Howard Wilkinson. Wilkinson was zijn coach bij Sheffield Wednesday van 1984 tot 1988 en werd daarna trainer van Leeds. Hij werd de vaste rechtsback van Leeds en dat in de herfst van zijn carrière. In mei 1992 werd Leeds landskampioen, de laatste uitgave van de First Division en anno 2020 de laatste landstitel van Leeds. Twee jaar later verliet hij de club. In 1996 stopte de 35-jarige Sterland met voetballen bij Boston United.
Sterland, een aanvallende back, speelde één interland in het Engels voetbalelftal, tegen Saoedi-Arabië in het Koning Fahdstadion te Riyad op 16 november 1988 (1–1).

## Erelijst
Leeds United AFC
- Football League First Division

1992